# 9437 Hironari
9437 Hironari è un asteroide della fascia principale. Scoperto nel 1997, presenta un'orbita caratterizzata da un semiasse maggiore pari a 2,2696457 UA e da un'eccentricità di 0,0172881, inclinata di 5,47502° rispetto all'eclittica.